# Pseudochaeta marginalis
Pseudochaeta marginalis là một loài ruồi trong họ Tachinidae.